# Camillo Caccia Dominioni
Camillo Caccia Dominioni (ur. 7 lutego 1877 w Mediolanie, zm. 12 listopada 1946 w Rzymie) – włoski duchowny katolicki, urzędnik Kuriii rzymskiej i kardynał.
Po ukończeniu niższych studiów w Mediolanie podjął dalszą naukę w Papieskim Uniwersytecie Gregoriańskim w Rzymie, którą zakończył doktoratem z Prawa kanonicznego. 23 września 1899 wyświęcony na kapłana przez arcybiskupa Mediolanu kardynała Andreę Ferrariego. Pracował duszpastersko w Rzymie do 1921. Był szambelanem Jego Świątobliwości, a od 1921 papieskim Majordomem. W niedługim czasie po tej nominacji Benedykt XV zmarł, ale nowy papież Pius XI potwierdził jego urząd.
16 grudnia 1935 podniesiony do rangi kardynalskiej. Był bliskim protegowanym Piusa XI, obecnym także przy jego śmierci w 1939. Jako kardynał protodiakon ogłosił wybór Piusa XII z loggii bazyliki św. Piotra. Uroczystość ta była po raz pierwszy transmitowana przez radio i telewizję. To samo miało miejsce podczas koronacji, której Dominioni dokonał.
Nigdy nie przyjął święceń biskupich. Zmarł na zawał serca.